# Кубок Німеччини з футболу 1964
Кубок Німеччини з футболу 1964 — 21-й розіграш кубкового футбольного турніру в Німеччині, 12 кубковий турнір на території Федеративної Республіки Німеччина після закінчення Другої світової війни. У кубку взяли участь 32 команди. Переможцем кубка Німеччини вдруге став Мюнхен 1860.

## Перший раунд
| Команда 1                     | Рахунок | Команда 2                            |
| ----------------------------- | ------- | ------------------------------------ |
| 7 квітня 1964                 |         |                                      |
| Гамбург                       | 1:1 дч  | Фюрт (2)                             |
| Майдерищер (Дуйсбург)         | 1:2 дч  | Герта (Західний Берлін)              |
| 8 квітня 1964                 |         |                                      |
| Ворматія (Вормс) (2)          | 2:3     | Гессен (Кассель) (2)                 |
| Айнтрахт (Трір) (2)           | 1:1 дч  | Ганновер 96 (2)                      |
| Айнтрахт (Гельзенкірхен) (2)  | 0:2     | Дуйсбургер-08 (2)                    |
| Альтона-93 (Гамбург) (2)      | 2:1     | Боруссія (Менхенгладбах) (2)         |
| Саарбрюкен                    | 6:1     | Теніс Боруссія (Західний Берлін) (2) |
| Вольфсбург (2)                | 0:2     | Айнтрахт (Франкфурт-на-Майні)        |
| Штутгартер Кікерс (2)         | 0:3     | Фенікс-03 (Людвігсгафен-на-Рейні)    |
| Вердер                        | 0:2     | Шальке 04                            |
| Пройсен Мюнстер               | 1:3     | Карлсруе СК                          |
| Айнтрахт (Брауншвейг)         | 3:0     | Оснабрюк (2)                         |
| Кайзерслаутерн                | 2:0     | Вупперталер (2)                      |
| Кельн                         | 3:2 дч  | Нюрнберг                             |
| Мюнхен 1860                   | 2:0     | Боруссія (Дортмунд)                  |
| 14 квітня 1964                |         |                                      |
| Штутгарт                      | 2:2 дч  | Ройтлінген-1905 (2)                  |
| 15 квітня 1964 (перегравання) |         |                                      |
| Фюрт (2)                      | 2:1 дч  | Гамбург                              |
| Ганновер 96 (2)               | 4:0     | Айнтрахт (Трір) (2)                  |
| 22 квітня 1964 (перегравання) |         |                                      |
| Ройтлінген-1905 (2)           | 0:4     | Штутгарт                             |

## Другий раунд
| Команда 1                         | Рахунок | Команда 2             |
| --------------------------------- | ------- | --------------------- |
| 22 квітня 1964                    |         |                       |
| Альтона-93 (Гамбург) (2)          | 2:1     | Дуйсбургер-08 (2)     |
| Фенікс-03 (Людвігсгафен-на-Рейні) | 1:2     | Шальке 04             |
| Герта (Західний Берлін)           | 4:3     | Фюрт (2)              |
| Айнтрахт (Франкфурт-на-Майні)     | 6:1     | Гессен (Кассель) (2)  |
| Саарбрюкен                        | 2:1 дч  | Айнтрахт (Брауншвейг) |
| Кельн                             | 3:0 дч  | Ганновер 96 (2)       |
| Мюнхен 1860                       | 4:2     | Кайзерслаутерн        |
| 2 травня 1964                     |         |                       |
| Карлсруе СК                       | 2:1     | Штутгарт              |

## Чвертьфінали
| Команда 1                     | Рахунок | Команда 2   |
| ----------------------------- | ------- | ----------- |
| 20 травня 1964                |         |             |
| Герта (Західний Берлін)       | 4:2     | Кельн       |
| Альтона-93 (Гамбург) (2)      | 2:1     | Карлсруе СК |
| Саарбрюкен                    | 1:3     | Мюнхен 1860 |
| Айнтрахт (Франкфурт-на-Майні) | 2:1     | Шальке 04   |

## Півфінали
| Команда 1                     | Рахунок | Команда 2               |
| ----------------------------- | ------- | ----------------------- |
| 3 червня 1964                 |         |                         |
| Альтона-93 (Гамбург) (2)      | 1:4 дч  | Мюнхен 1860             |
| Айнтрахт (Франкфурт-на-Майні) | 3:1     | Герта (Західний Берлін) |

## Фінал
| 13 червня 1964 16:00 (CET) |

| Мюнхен 1860                | 2:0      | Айнтрахт (Франкфурт-на-Майні) |
| -------------------------- | -------- | ----------------------------- |
| Коларс 43' Брунненмаєр 63' | Протокол |                               |

| Неккарштадіон, Штутгарт Глядачів: 45 000 Арбітр: Йоганнес Малька |